# Hensley Koeiman
Hensley Felix Koeiman (21 de mayo de 1956) es un político de Curazao que fue Primer Ministro de Curazao entre el 23 de diciembre de 2016 y el 24 de marzo de 2017. Miembro del Partido MAN fue ministro de Asuntos Sociales, Empleo y Bienestar en el gabinete de Gerrit Schotte (octubre de 2010 - septiembre de 2012). Posteriormente, Koeiman sirvió en los estados de Curazao desde las elecciones generales de 2012 hasta su nombramiento como primer ministro. Desde el 29 de mayo de 2017, es ministro de Asuntos Sociales, Empleo y Bienestar en el gabinete de Eugene Rhuggenaath.

## Carrera
Koeiman nació en Wacawa, Banda Bou, Curazao, el 21 de mayo de 1956. Se fue a los Países Bajos para estudiar ingeniería arquitectónica en la Hogere technische school en Tilburg. Koeiman trabajó como profesor de ingeniería arquitectónica en la Middelbare technische school. También fue jefe del servicio de construcción del país de las Antillas Neerlandesas, así como jefe de los servicios de facilitación del Banco de las Antillas Neerlandesas. 
Desde 2007 hasta la disolución de las Antillas Neerlandesas el 10 de octubre del año 2010, Koeiman fue miembro del consejo insular de Curazao. Fue el número cinco de la lista de candidatos para las elecciones generales de Curazao de 2010.
El 1 de junio de 2013, Koeiman fue elegido líder del partido Partido MAN, sucediendo a Charles Cooper.
Koeiman fue lijsttrekker del Partido MAN para las elecciones generales de Curazao de 2016. Su partido obtuvo la mayor cantidad de votos, lo que resultó en cuatro escaños en los Estados. Koeiman dijo que estaba listo para asumir un papel en el gobierno. El 14 de diciembre se firmó un acuerdo de coalición entre el Partido MAN, el Partido de las Antillas Reestructuradas (PAR), el Partido Popular Nacional (PNP) y el Pueblo Soberano (PS). Kenneth Gijsbertha del Partido Man había sido formador. Koeiman fue designado Primer Ministro de Curazao. No se pudo instalar de inmediato un nuevo gabinete en espera de la revisión de los ministros.

## Primer ministro
El gabinete de Koeiman fue juramentado por la gobernadora Lucille George-Wout el 23 de diciembre de 2016. Siete miembros de los Estados de Curazao se unieron al gabinete.
El 12 de febrero de 2017, el gabinete de Koeiman cayó después de que el Pueblo Soberano retirara su apoyo en los Estados. Los parlamentarios del Pueblo Soberano en su carta de retiro de apoyo también anunciaron apoyar a un gobierno liderado por el Movimiento por el Futuro de Curazao de Gerrit Schotte. Koeiman declaró que había habido presión sobre su coalición de gobierno desde el principio. Su gabinete continuó como un gabinete de demisionario. Koeiman anunció que deseaba celebrar unas nuevas elecciones el 28 de abril de 2017. 
El 24 de marzo de 2017, Koeiman fue reemplazado de su cargo de primer ministro por Gilmar Pisas.

## Carrera política
El 29 de mayo de 2017 se incorporó al gabinete de Eugene Rhuggenaath como ministro de Asuntos Sociales, Empleo y Bienestar. El 13 de junio de 2019 anunció que estaba dispuesto a dejar el cargo de líder del Partido MAN. El 12 de agosto de 2019, el partido accedió a su solicitud y comenzó la búsqueda de un nuevo presidente.
Durante la pandemia de COVID-19 en Curazao, Koeiman declaró que el 5 de abril de 2020 a nadie se le permitiría estar en las calles, con la excepción de los trabajadores necesarios. Esta fue la primera vez en la historia de Curazao.

## Vida personal
Koeiman está casado desde 1989, se ha divorciado anteriormente. Tiene seis hijos.